# Anders Palmgren
Anders Palmgren, född 17 juni 1755 i Hägerstads socken, Östergötlands län, död 2 juni 1823 i Västerlösa socken, Östergötlands län, var en svensk kyrkoherde i Västerlösa församling. 

## Biografi
Anders Palmgren föddes 17 juni 1755 på Wiksholm i Hägerstads socken. Han var son till arrendatorn Jacob Palmgren och Brita Andersdotter Wikblad. Palmgren studerade i Linköping. Han blev höstterminen 1775 student vid Uppsala universitet, Uppsala och vårterminen 1778 vid Lunds universitet, Lund. Palmgren tog 1779 magistern vid Greifswalds universitet, Greifswald och prästvigdes 17 mars 1780. Han blev 29 januari 1782 komminister i Lidingö församling, Danderyds pastorat, tillträde samma år och räknade dubbla tjänsteår vid befattningen enligt ett kungligt brev från 17 januari 1793. År 1783 tog han pastoralexamen och blev 1786 hovpredikant hos Fredrik Adolf, hertig av Östergötland. Palmgren blev 9 juli 1794 kyrkoherde i Västerlösa församling, Västerlösa pastorat, tillträde 1795 och blev prost 16 december 1801. Han avled 2 juni 1823 i Västerlösa socken.

### Familj
Palmgren gifte sig 30 juni 1795 med Ingrid Widén (född 1776). Hon var dotter till kyrkoherden Johan Widén och Ingrid Ulrica Nordstrand i Västerlösa socken. De fick tillsammans barnen Brita Ulrica (född 1796), Anna (född 1799) och Fredrica Vilhelma (1805–1817).